# 大野暉
大野 暉/Hikaru Ohno（おおの ひかる、1990年6月19日 - ）は、日本の起業家 、実業家 、投資家である。株式会社サイバーセキュリティクラウドの元代表取締役社長。

## 来歴・人物
1990年、神奈川県横浜市生まれ。
横浜市立東山田中学校を第1期生として卒業。
当時16歳、早稲田大学高等学院在学時より起業。複数社の起業・失敗・売却などを経て2016年よりサイバーセキュリティクラウド代表取締役社長に就任。就任から3年4ヶ月経過後2020年3月、当時点では最年少となる29歳で東証マザーズ上場（証券コード：4493）。
2020年4月21日、時価総額1,000億円を突破した。その後、米国法人Cyber Security Cloud ,Incの代表に専念するために2020年12月31日をもって株式会社サイバーセキュリティクラウド代表取締役社長を退任。現在は同社も退任。